# 2025년 6월 로스앤젤레스 시위
2025년 6월 6일, 미국 이민세관단속국(ICE) 요원이 미국 불법 이민 관련자를 체포하기 위해 여러 도시 지역을 급습하자 로스앤젤레스에서 항의 시위와 폭동이 발생했다. 시위대와 로스앤젤레스 경찰국(LAPD) 및 이민세관단속국 간의 충돌이 발생한 후 여러 시위는 폭력적으로 변질되었다. 대부분의 시위는 평화롭게 진행되었으며 다운타운 로스앤젤레스의 약 5블록 구역 내에서 발생했다.
6월 7일, 단속 중 파라마운트와 콤프턴에서 시위대와 연방군이 충돌했다. 이후 도널드 트럼프 대통령은 캘리포니아 주방위군을 연방군으로 전환하고 합동 태스크 포스 51에 따라 주방위군 2,000명을 도시에 배치했다. 시위는 여러 단체와 무소속 시위대가 조직하고 참석했다. 미국 국방부는 6월 9일 추가로 2,000명의 주방위군 병력 배치를 승인하고 700명의 미국 해병대원을 동원하여 도시에 배치했으며, 이들은 다음 날 도착했다. 캘리포니아 주지사 개빈 뉴섬은 트럼프를 상대로 연방군 전환에 대해 소송을 제기했으며 이러한 군사적 대응을 성급하고 선동적이며 정치적 이득을 위한 것이고 권위주의적이라고 비판하여 시위 진압에 대한 군사적 대응 대 시위 진압에 대한 경찰의 통제에 대한 논쟁을 불러일으켰다. 수백 명의 시위대가 체포되었고 여러 명의 법 집행관과 시위자가 부상을 입었다.
로스앤젤레스에서 일어난 이민세관단속국(ICE) 반대 시위는 뉴욕, 시카고, 댈러스와 같은 다른 미국 도시에서 다른 이민세관단속국 반대 시위를 촉발했다.

## 배경
이민세관단속국(ICE)에 대한 시위와 운동은 미국 전역에서 일어났으며, 2018년 6월 트럼프 행정부 가족 분리 정책 이후 주류의 주목을 받은 이민세관단속국 폐지 운동에서 주요한 운동이 일어났다. 이민세관단속국(ICE) 및 대규모 추방 반대 시위는 도널드 트럼프의 2024년 미국 대통령 선거 직후인 2025년 2월 캘리포니아에서도 일어났다.
2024년 11월, 2024년 미국 대통령 선거에서 트럼프가 승리한 후 로스앤젤레스 시의회는 도시를 피난처 도시로 선포했다. 트럼프의 이민 정책은 캘리포니아주의 이민자 사이에서 우려를 불러일으켰다. 트럼프 관료는 피난처 도시가 이민 단속 노력의 대상이 될 것이라고 경고했다. 2024년 대통령 선거 운동 기간 동안 트럼프는 또한 주지사의 동의 없이 시위를 중단시키기 위해 군대를 사용하겠다고 말했는데, 이는 그의 첫 임기 동안 그의 보좌관이 그를 말려왔던 행동이었다. 그는 또한 "내부의 적"에 대해 군대를 사용하겠다고 밝혔다.
2025년 5월, 트럼프 행정부는 직장을 표적으로 하는 추방 전략을 시행하기 시작했다.

## 경과

### 2025년 6월 6일
금요일 오전 9시 15분경 (PDT), 로스앤젤레스 패션 지구 내에서 이민 단속이 실시되었고, 의류 도매상과 홈디포의 웨스트레이크 지점에서 두 번의 단속이 더 있었다. 단속에 참여한 요원은 연방수사국, 국토안보수사국, 주류·담배·화기 및 폭발물 단속국의 패치를 달고 있었다. 국토안보수사국은 44명이 이민 위반 혐의로 체포되었고, 1명은 방해 혐의로 체포되었다고 밝혔다. 캘리포니아 중부 연방 검사 대행 빌 에세일리는 데이비드 우에르타 서비스 노동자 국제 연합 캘리포니아 지부장이 차량을 막은 혐의로 체포되었고, 공무원 방해 공모 중범죄로 기소되었다고 말했다. 우에르타는 부상당해 병원으로 이송된 후 메트로폴리탄 구치소로 이감되었다. 로스앤젤레스 인도주의 이민자 권리 연합 국장 앤젤리카 살라스는 7번의 단속에서 45명이 구금되었다고 밝혔다.
웨스트레이크의 홈디포 매장 근처에서 시위대와 진압 장비를 갖춘 이민세관단속국 요원 간의 충돌이 발생했다. 이민세관단속국은 의류 매장에서 여러 명을 체포하고 활동가와 충돌했다. 군중이 연방 법원 건물에 구호를 낙서하고 교도소 밖에 모이자 LAPD가 시민 불안을 막기 위해 투입되었다. "일부 시위대가 깨진 콘크리트 조각을 경찰관에게 던진" 후, 로스앤젤레스 경찰국은 시위대와 격렬하게 대치하며 군중을 해산하기 위해 최루제, 페퍼 스프레이, 섬광탄을 사용했다. 오후 7시 태평양 표준시까지 약 200명의 시위대가 시설에 남아 있었고, 로스앤젤레스 경찰국은 시위대에 해산을 명령했다. 경찰국은 다음 시간부터 저살상 무기 사용을 승인했다. 이어서 오후 8시 24분 태평양 표준시에는 도시 전체에 전술 경보가 발령되었다.

### 2025년 6월 7일
시위는 다음날까지 계속되었다. 단속 중 파라마운트 시장 페기 레몬스에 따르면, 파라마운트의 홈디포 매장 근처에서 시위대가 국토안보부(DHS) 요원이 지역 지점 건물 근처에 배치되는 것을 목격한 후 대치 상황이 시작되었다. 국토안보부는 건물에서 천 명이 시위하고 있다고 추정했다. 뉴욕 타임스에 따르면, 시위로 인해 구금자 처리 작업이 지연되었다. 캘리포니아 주지사 개빈 뉴섬은 로스앤젤레스 고속도로를 보호하기 위해 캘리포니아 고속도로 순찰대 부대가 배치될 것이라고 밝혔다. 6월 7일까지 로스앤젤레스에서 118명의 미등록 이민자가 체포되었다고 국토안보부는 밝혔다.
파라마운트에서 시위대는 쇼핑카트와 재활용 쓰레기통으로 도로를 막았다. 연방 요원은 섬광탄과 후추탄을 사용하여 두 명을 부상시켰다. 시위대는 국경순찰대 차량에 돌과 시멘트를 던졌다. 로스앤젤레스 인도주의 이민자 권리 연합의 변호사에 따르면 일부 시위대는 벽돌을 던지고 있었고, 다른 사람은 부상당한 것처럼 보였다. 오후 2시 30분 (PDT), LAPD는 스피커를 사용하여 해산 명령을 내렸다. 로스앤젤레스군 보안관국 부관은 시위대를 해산시키기 위해 최루탄을 사용했다. 한 이민세관단속국 요원은 시위대가 던진 돌이 차량의 앞유리에 맞아 손을 다쳤다. 오후 5시 직후, 시위 현장 근처에서 불이 붙은 버려진 차량이 로스앤젤레스 소방국에 진압되었다. 미국 국기는 불에 태워졌고, 시위대는 멕시코 국기를 흔들었다. 오후 8시경, 두 명이 경찰관 폭행 혐의로 체포되었는데 이 중 한 명은 화염병을 던져 부관 3명에게 경미한 부상을 입힌 것으로 알려졌다. 영국인 사진기자 닉 스턴은 파라마운트의 홈디포 근처에서 시위를 취재하던 중 비살상 경찰 발사체에 다리를 맞았다. 이곳은 이주 노동자를 일용직으로 고용하는 데 자주 사용되는 장소였다. 그는 수술을 받았다.
또한 시위대는 다운타운 로스앤젤레스의 메트로폴리탄 구치소에 모였고, 법 집행 기관은 시위대를 해산시키기 위해 진압선을 형성했다. 오후 11시 직전 (PDT), 시위대는 다운타운 로스앤젤레스의 한 교차로에서 지역을 떠나던 경찰차를 향해 물건을 던져 맞혔다. 밤이 되자 시위는 콤프턴에까지 이르렀고, 그곳에서 여러 시위자가 휘발유 냄새가 나는 유리병을 던졌다.
폭스 뉴스와의 인터뷰에서 백악관 집행 및 추방 작전 담당 국장 톰 호먼은 주방위군이 그날 밤 로스앤젤레스로 파견될 것이라고 발표했다. 그날 저녁, 도널드 트럼프 대통령은 시위에 캘리포니아 주방위군 2,000명을 배치하는 메모랜덤에 서명했다. 메모랜덤은 배치가 60일 또는 "국방부 장관의 재량"으로 지속될 것이라고 명시한다. 트럼프는 10 U.S.C. § 12406을 발동하여 주방위군을 연방 지휘화했다. X에 올린 게시물에서 피트 헤그세스 국방부 장관은 캠프 펜들턴에 현역 미국 해병대 병력이 "높은 경계 태세"에 있다고 밝혔다.

### 2025년 6월 8일

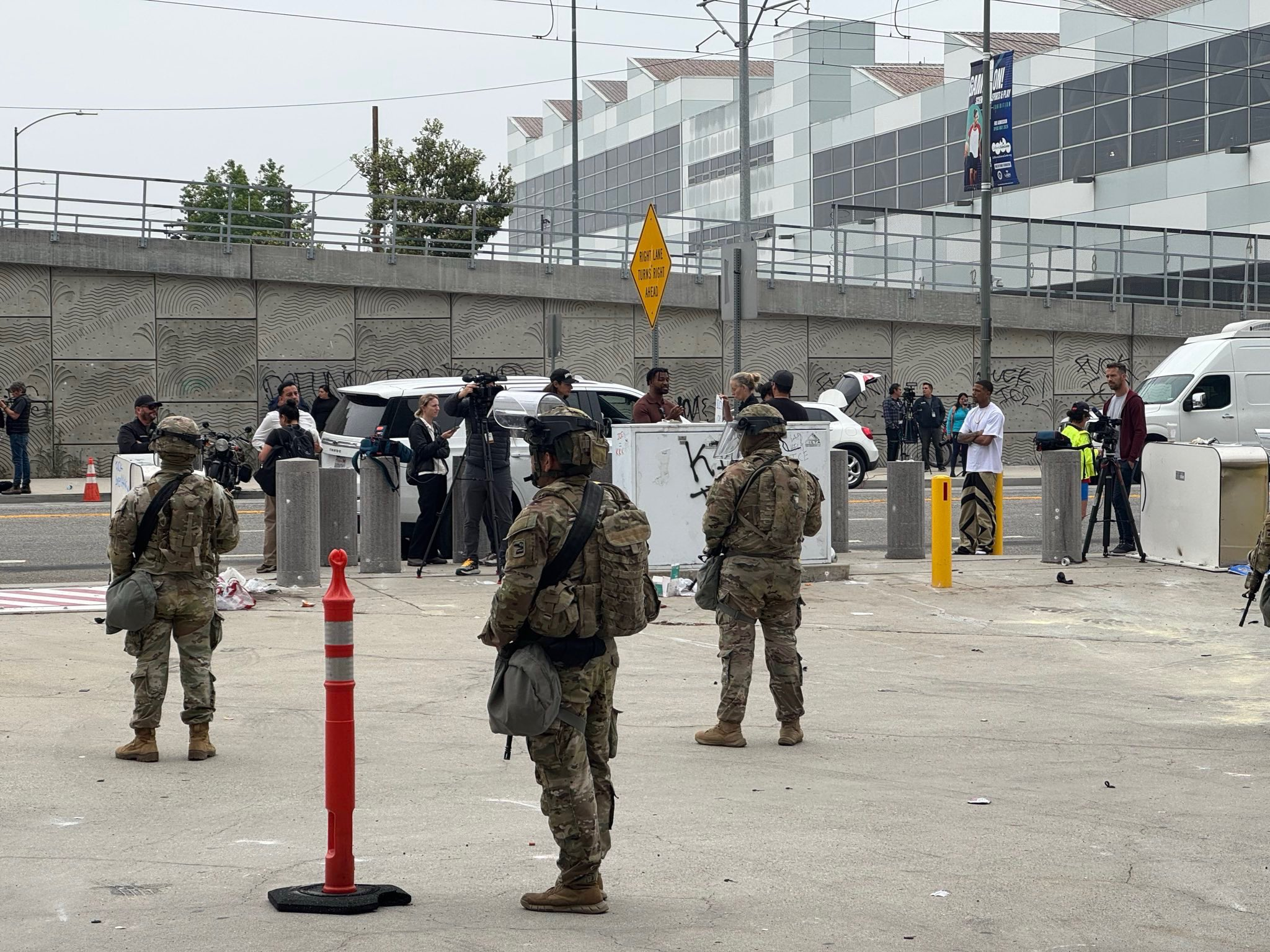
6월 8일 시내 캘리포니아 주방위군

시위는 새벽에 잠잠해졌지만 여전히 진행 중이었으며, 주최자는 또 다른 시위가 일어날 것이라며 예고했다. 오전 11시 30분 (PDT)에는 센트로 CSO가 집회를 열고 다운타운 로스앤젤레스에 있는 구금 시설로 행진했다. 로스앤젤레스 시청사 밖에서 시위가 오후 2시경 (PDT)에 발생했다.
제79보병여단전투팀 소속 캘리포니아 육군 주방위군 병력 300명이 로스앤젤레스의 세 곳에 배치되었고, 대부분의 병력은 연방 건물 밖에 배치되었다. 헤그세스의 지시에 따라 트웬티나인 팜스 해병대 공지전투훈련센터 소속 현역 해병대원 약 500명이 "배치 준비 상태"에 놓였다. 메트로폴리탄 구치소에서는 주방위군과 국토안보부 요원이 연기와 페퍼 스프레이를 사용하여 시위대를 해산하고 국토안보부, 미국 국경순찰대, 기타 군 차량이 시설에 진입할 수 있도록 길을 열었다. 주방위군 병력은 다운타운 로스앤젤레스 구치소 밖에도 도착했다. 정오까지 경찰은 주방위군에 합류했다.
호먼은 NBC 뉴스와의 인터뷰에서 시위가 계속되면 "누군가 목숨을 잃을 것"이라고 언급했으며, 캘리포니아 주지사 개빈 뉴섬과 로스앤젤레스 시장 카렌 베이스가 이민세관단속국 단속에 대한 대응으로 연방 혐의에 직면할 수도 있다고 말했다. 트럼프는 나중에 시위가 다른 도시로 확산될 경우 "어디든 병력을 배치할 것"이라고 위협하며, "우리나라와 국민에게 위험을 감지한다면" 해병대를 도시에 배치할 것이라고 말했다.
오후 2시 30분, LAPD 중앙 지구대는 로스앤젤레스 시가 "전술 경계"에 들어갔다고 밝혔다. LAPD 중앙 지구대는 나중에 현장 지휘관이 시위 해산을 위해 저살상 무기 사용을 승인했으며, 경찰관에게 물건을 던지는 사람은 구금 및 체포될 것이고, 불법 집회가 선포되었다고 밝혔다. 앨러메다와 템플 지역 시위에서 오토바이 운전자가 진압선을 뚫고 경찰관을 쳤고, 두 명의 LAPD 경찰관이 부상당했다. 두 운전자 모두 구금되었고 경찰관은 현장에서 치료를 받았다. 로스앤젤레스 경찰국은 다운타운 로스앤젤레스의 시빅 센터 지역에서 여러 명이 체포되었는데, 이 중 몇 명은 구금되어 케이블 타이로 수갑이 채워졌다고 밝혔다.
오후 4시 이전에 시위대는 미국 101번 고속도로에 진입하여 교통을 방해했고, 경찰은 이후 고속도로를 양방향으로 폐쇄했다. LAPD는 시위 때문에 고속도로와 여러 도로가 차량 통행이 폐쇄되었다고 발표했다. 경찰은 사람들이 경찰관에게 폭죽을 쏘고 있다고 보고했다. 돌, 스쿠터, 시멘트 블록이 경찰차에 던져졌다. 사람들은 경찰차에 불을 지르려고 했다. 시위대는 또한 시멘트 블록을 경찰관과 다른 사람들에게 던졌다. 웨이모의 자율주행차 5대가 파손되고 불에 탔다. LAPD 관계자는 "리튬 이온 배터리가 타면 불화수소 등 유독 가스가 방출되어 대응 요원과 주변 사람에게 위험을 초래한다"고 경고했다. 다음 날, 웨이모는 서비스를 중단하고 다운타운 로스앤젤레스에서 차량을 철수했지만, 대변인은 차량이 의도적으로 표적이 된 것으로 보이지 않는다고 말했다. 그러나 이 서비스는 여전히 로스앤젤레스 전역에서 운영 중이다. 오후 4시경, 개빈 뉴섬 주지사는 피트 헤그세스 장관에게 트럼프의 주방위군 배치 명령을 철회해달라는 서한을 보내며 이를 "주권에 대한 심각한 위반"이라고 비난했다.
밤이 되자 LAPD는 소셜 미디어에 다운타운 로스앤젤레스 전역이 불법 집회로 간주되었으며 모든 사람에게 해당 지역을 떠날 것을 촉구했다고 발표했다.
LAPD는 약탈이 6번가와 브로드웨이 지역 (다운타운 로스앤젤레스) 상점에서 발생했다고 보도했다. 8번가와 브로드웨이 근처에서도 약탈이 발생했다. 여러 곳의 쓰레기통에서 화재가 발생했다. 로스앤젤레스 경찰국 본부, 미국 법원 (로스앤젤레스 1번가), 구 로스앤젤레스 타임스 빌딩을 포함한 여러 건물에 낙서가 그려졌다. 최소 한 상점의 창문이 약탈자의 공격으로 깨졌다. 로스앤젤레스 경찰국 본부의 여러 창문도 깨졌다.
미국 북부사령부는 군사적 대응을 조율하기 위해 공식 태스크 포스인 태스크 포스 51을 설립했다. 공식 성명은 "미국 북부사령부의 지상 구성군 사령부로서 미국 육군 북부는 2성 장군과 함께 태스크 포스 51을 지상 지휘 통제 요소로 설립했다"고 밝혔다. 태스크 포스는 스콧 셔먼 소장이 지휘한다.
늦은 밤, 글렌데일 시는 로스앤젤레스 시위와 불안에 대한 반응의 일환으로 이민세관단속국과의 구금 계약을 종료하기로 결정했다.

### 2025년 6월 9일
이른 오후, 서비스 노동자 국제 연합은 수천 명이 참가한 집회를 그랜드 파크에서 조직했다. 애덤 시프 (캘리포니아주 민주당) 상원의원과 알렉스 파디야 (캘리포니아주 민주당) 상원의원은 미국 국토안보부와 미국 법무부에 서한을 보내 노동조합 지도자 우에르타의 체포에 대한 조사를 요구했다. 우에르타는 같은 날 오후 5만 달러의 보석금을 내며 구금에서 풀려났다. 센트로 CSO는 오후 5시 30분 (PDT)에 마리아치 플라자에서 기자회견을 열고 집회를 개최했으며, 이후 보일 하이츠의 홀렌벡 경찰서로 행진했다.
시위대는 연방 건물에 낙서를 하고 거리에서 "국방위군, LA에서 나가라", "ICE는 LA에서 나가라", "트럼프는 LA에서 나가라", "부끄러운 줄 알아라"라고 외쳤다. 진압 방패를 든 경비원은 시위대에게 건물에 들어가지 말고 보도에 머물라고 경고했다. 밤이 되자 많은 시위대가 경찰 버스에 실리기 전에 케이블 타이로 구금되었다. 다른 시위대는 폭죽을 포함하여 경찰에게 물건을 던졌다. CNN 팀과 팀과 함께 일하던 보안 요원 2명은 잠시 구금되었으나 나중에 혐의 없이 풀려났다. 텔레문도 뉴스 밴도 시위대에게 훼손되었다. 경찰은 확성기로 시위대에게 해당 지역을 떠나고 물건을 던지는 것을 멈추라고 말한 후, 다운타운 시위대에 섬광탄을 던지고 고무 총알을 발사했다. 애플 스토어, 아디다스 매장, 보석상, 약국 등 여러 상점이 약탈당했다. 깨진 상점 창문에 "ICE 금지"라는 문구가 스프레이 페인트로 칠해졌다. 약 30명이 CVS 매장의 문을 부수고 물건을 훔쳤다. 박물관도 훼손되었다. 로스앤젤레스 경찰국은 로스앤젤레스가 전술 경보를 발령했으며 "모든 제복 착용 인원은 근무를 유지해야 한다"고 덧붙였다. 오후 9시경, CNN 특파원 제이슨 캐롤은 구금되었고 그의 카메라 팀 중 두 명이 체포되었다. 오전 9시 30분 (PDT) 기준 경찰관과 부관은 여전히 대규모 병력을 유지하고 있지만, 모든 시위대는 해당 지역을 떠났으며, 거리의 파편을 치우고, 유리를 쓸어담고, 메시지/낙서를 다시 칠하는 청소 작업이 시작되었다.
백악관에서 기자에게 연설하면서 트럼프는 시위대를 "반란군"이라고 주장한 뒤 트루스 소셜을 통해 개빈 뉴섬 주지사에게 책임을 전가했다. 많은 언론에서는 이러한 언어가 그에게 1807년 반란법을 발동할 근거를 제공할 수 있다고 추측했다. 트럼프는 뉴섬이 캘리포니아에 와서 자신을 체포하라고 도발했던 톰 호먼을 언급하며, 뉴섬 주지사가 체포되어야 한다고 믿는다고 덧붙였다. 뉴섬은 잠시 후 다음과 같이 응답했다. "이것은 미국에서 결코 보지 못하기를 바랐던 날입니다." "이것은 권위주의를 향한 명백한 한 걸음입니다."
정오까지 로스앤젤레스에 배치된 주방위군 병력은 300명에서 1,000명으로 증가했다. CNN과 NBC 4 로스앤젤레스는 펜타곤에 따르면 트웬티나인 팜스 해병대 기지 소속 미국 해병대원 700명(제2대대 제7해병연대 출신)이 주방위군과 함께 로스앤젤레스으로 배치될 것이라고 보도했다. 같은 날, 트럼프는 추가로 2,000명의 주방위군 병력 배치를 승인하여 총 4,100명 이상으로 늘렸다.
월요일 늦은 밤, 샌프란시스코 크로니클은 국토안보부 장관 크리스티 놈이 미 국방부 장관 피트 헤그세스에게 보낸 유출된 서한을 공개했는데, 여기에는 "군이 지키는 모든 연방 시설에서와 마찬가지로 미국 법전 제18편에 따라 법을 어긴 사람을 연방 법 집행 기관이 체포하고 처리할 때까지 구금하거나, 체포하도록 국방부 병력에게 지시"해달라는 요청이 담겨 있었다. 놈은 또한 로스앤젤레스에서 "드론 감시 지원"뿐만 아니라 무기와 물류 지원도 요청했다.

### 2025년 6월 10일

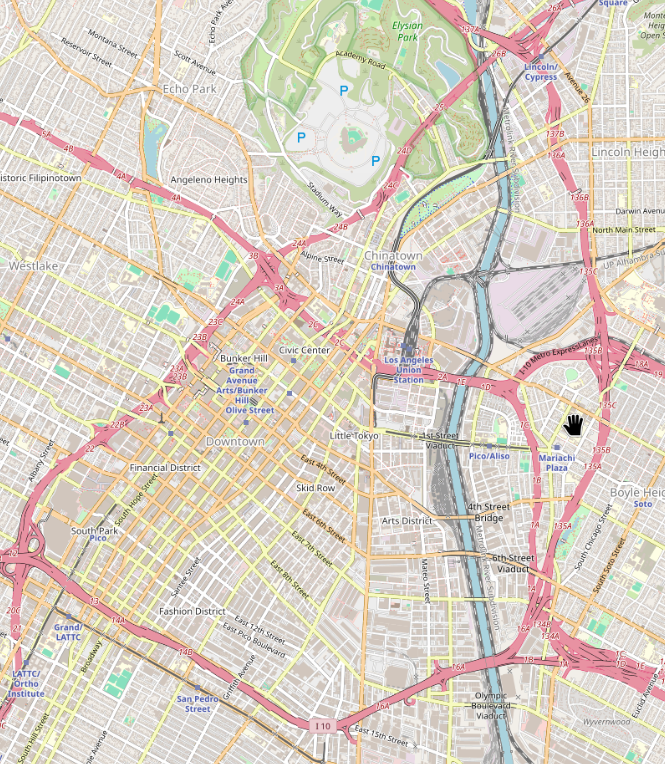
다운타운 로스앤젤레스, 축척 <. 클릭하여 확대 가능.

6월 10일 오후, 300 노스 로스앤젤레스 거리 연방 빌딩, 에드워드 R. 로이발 연방 빌딩, 메트로폴리탄 구치소 밖 다운타운 지역에서 추가 시위가 발생했다. 오후 2시 직후 LAPD는 집회를 불법 집회로 선포했다. 경찰은 해산 명령에 따라 오후 3시경 시위대를 체포하기 시작했다. 시위대는 다시 미국 101번 고속도로에 잠시 진입했다가 경찰에게 해산되었다.
6월 10일 기준 로스앤젤레스에 배치된 주방위군 병력은 2,100명에 달했다. 주방위군 병력은 이민세관단속국 요원과 동행하며 이민 체포를 엄호하기 시작했다. 배치된 해병대원 700명도 이날 로스앤젤레스 광역권에 도착했다.
베이스 시장은 이전 며칠 동안 시위 중 발생한 낙서로 인한 23개 사업체의 반달리즘과 기타 약탈에 대한 우려 때문에 다운타운 로스앤젤레스 1제곱마일이 조금 넘는 지역에 오후 8시부터 오전 6시까지의 통행금지령을 선포하고 지역 비상사태를 선포했다. 통행금지령이 적용되는 지역은 I-5, I-10, I-110 고속도로와 "110번 고속도로와 10번 고속도로가 110번 고속도로와 5번 고속도로와 합류하는 지점"으로 둘러싸여 있다. 영향을 받는 지역에는 패션 지구, 금융 지구, 스키드 로, 아트 지구, 차이나타운이 포함되지만 이에 국한되지 않는다. 자택 근처를 걷던 한 여성은 LAPD에게 근거리에서 비살상 탄약에 맞았다.

### 2025년 6월 11일

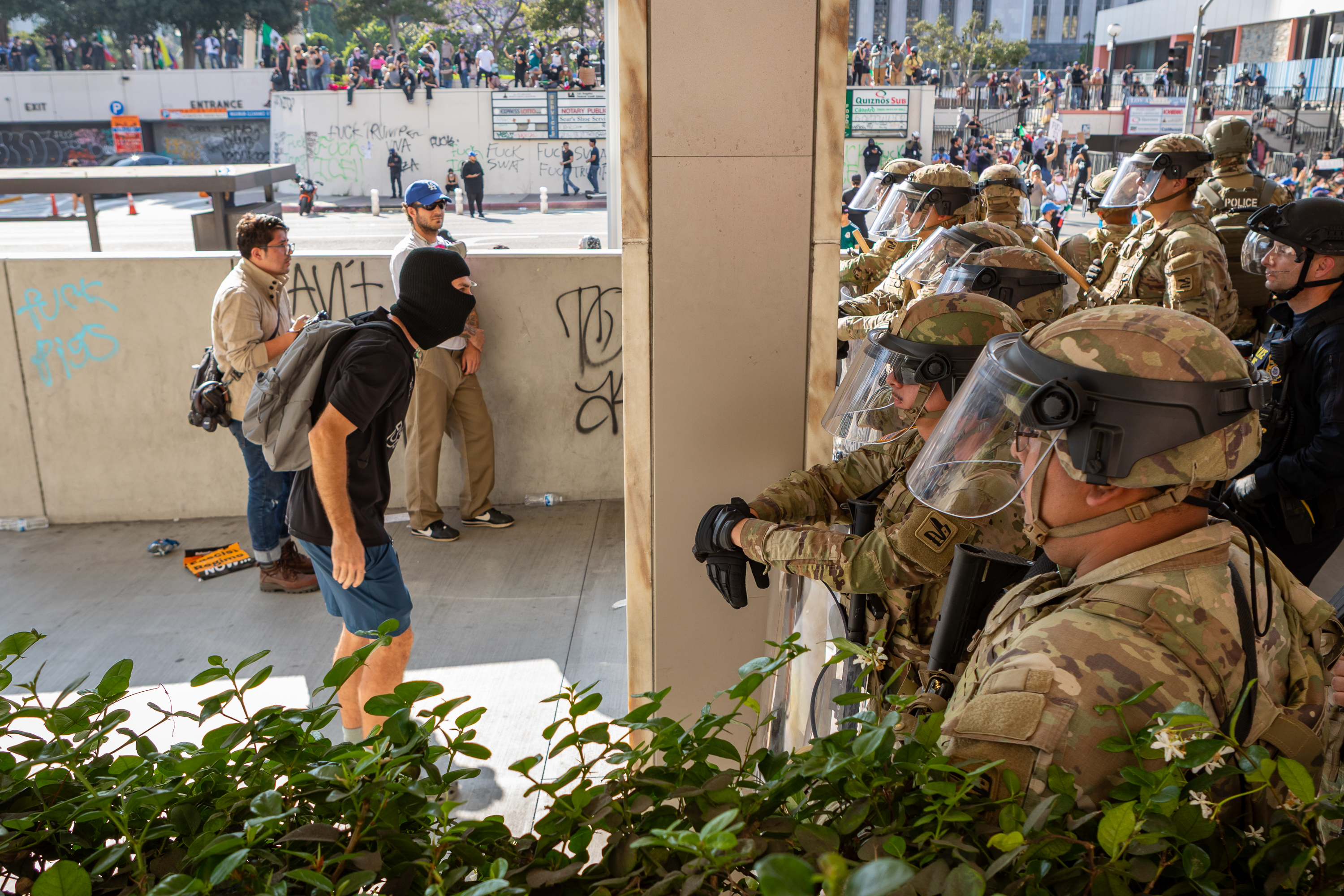
캘리포니아 주방위군과 시위대

다운타운 로스앤젤레스에서는 거의 동시에 세 개의 시위가 발생했다. 통행금지령이 발효되기 전에 경찰은 로스앤젤레스 시청사에서 불법 집회를 선포했다. 기마경찰은 시위대를 향해 돌격했고, 탄약을 발사했으며 곤봉으로 시위대를 때렸다.
마리오 트루히요 시의원은 6월 11일 다우니의 홈디포, L.A. 피트니스, 성모 영원한 도움 교회 앞 인도, 다우니 기념 기독교 교회 등 여러 곳에서 이민 단속이 있었다고 보고했다. 이민자 권리 단체 CHIRLA는 가족의 보고를 바탕으로 6월 6일부터 6월 11일까지 약 300명의 이민자가 구금된 것으로 추정했다. 이 단체는 구금된 많은 사람의 위치를 파악할 수 없었고, 연방 구금 시설에서 단 5명과만 대화할 수 있었다고 밝혔다.

### 2025년 6월 12일
뉴욕 타임스에 따르면 6월 12일 오전 다운타운 로스앤젤레스에서는 시위 보고가 없었다.
알렉스 파디야 상원의원이 LA에서 크리스티 놈 국토안보부 장관이 주최한 기자회견에서 질문을 시도한 후, 그는 강제로 끌려나갔다. 방 밖에서 그는 얼굴을 바닥에 밀쳐지고 수갑이 채워졌다. 이후 성명에서 파디야는 다음과 같이 말했다. "만약 이 행정부가 질문이 있는 상원의원에게 이렇게 대응한다면... 로스앤젤레스 지역사회, 캘리포니아, 그리고 전국 전반에 걸쳐 농업 노동자, 요리사, 일용직 노동자에게 어떤 일을 하고 있을지 상상할 수밖에 없습니다." 파디야가 기자회견에서 끌려나오기 직전에 놈은 행정부가 주지사와 시장의 "부담스러운 리더십"으로부터 LA를 "해방"할 계획이라고 말했다.
찰스 브라이어 미국 지방법원 수석 판사는 트럼프의 캘리포니아 주방위군 연방화는 불법이며, 다음 날 정오까지 병력 통제권을 캘리포니아주에 반환하라고 명령했다.

### 2025년 6월 13일
6월 13일, 해병대는 윌셔 연방 빌딩 밖에서 민간인을 구금했는데, 이는 로스앤젤레스 시위에서 해병대가 민간인을 구금한 첫 번째 사례로 알려졌다.
주방위군 통제권을 주에 반환하라는 명령은 트럼프 행정부가 항소했고 일시적으로 중단되었다.

### 2025년 6월 14일
6월 14일, 노 킹스 시위는 로스앤젤레스에서 진행 중인 이민세관단속국 반대 시위와 함께 여러 차례 열렸다. 오후 12시 2분, LAPD는 통합 시위로 인해 시빅 센터, 히스토릭 코어, 금융 지구에 교통 경보를 발령했다. 수백 명의 군중이 로스앤젤레스 연방 빌딩 앞에서 시위를 벌였으며, 그곳에 주둔한 해병대와 주방위군 병사에게 야유를 보내고 "수치스러운 줄 알아라"라고 외쳤다. 군중은 나중에 경찰에게 연방 빌딩에서 해산되었다.

## 영향

### 비용
6월 10일 기자회견에서 로스앤젤레스 관계자는 밤사이 최소 23개의 사업체가 약탈당했으며, 손실액은 수백만 달러에 달할 것으로 추정된다고 발표했다.
펜타곤은 4,000명의 주방위군과 700명의 해병대 전체 배치가 60일간 지속될 것이며 약 1억 3,400만 달러의 비용이 들 것이라고 추정했다.

### 외국인 구금

#### 인도네시아
6월 10일, 인도네시아 외교부는 이민세관단속국 단속 중 인도네시아 국민 2명이 구금되었다는 정보를 입수했으며, 로스앤젤레스 주재 인도네시아 영사관은 영사 지원을 위해 현지 당국과 협력하고 있다고 발표했다. 구금된 인도네시아 국민 2명의 신원은 (이니셜) ESS, 53세 여성, 그리고 48세 남성 크리사다 투이이다. ESS는 불법 체류 혐의로 체포되었고, 투이는 마약 위반 기록과 불법 입국 혐의로 체포되었다.

#### 멕시코
로스앤젤레스 주재 멕시코 총영사 카를로스 곤살레스 구티에레스는 6월 7일까지 최소 11명의 멕시코 국적자가 체포되었으며, 이들에게 법률 서비스를 제공할 것이라고 밝혔다. 다음 날 멕시코 대통령 클라우디아 셰인바움은 35명의 멕시코 국적자가 체포되었음을 확인하고 기자회견에서 "그들은 범죄자가 아니다"라고 말했다. 2025년 6월 9일, 셰인바움은 미국 정부에 적법절차와 인권을 존중할 것을 촉구했다.

### 기타 도시 시위
6월 8일, 샌프란시스코 이민세관단속국 사무실 밖에서 연대 시위가 발생했다. 시위는 경찰이 148명을 체포하면서 끝났다. 도시에서 발생한 시위 중 경찰관 두 명이 부상당했다. 여러 건물과 차량이 손상되었다.
뉴욕에서는 제이콥 K. 재비츠 연방 빌딩 밖에서 또 다른 연대 시위가 발생했으며, 경찰이 여러 명을 구금하면서 끝났다. 트럼프 타워에서 시위하던 중 20여 명이 추가로 체포되었다. 나중에 수백 명의 시위대가 뉴욕 거리에서 "ICE 뉴욕시에서 나가라"는 표지판을 들고 시위를 벌였다. 샌타애나에서는 샌타애나 연방 빌딩 앞에서 시위 중 여러 명이 체포되었다. 오스틴을 포함한 여러 도시의 경찰은 시위대를 해산시키기 위해 최루탄을 사용했다. 뷰포드 (조지아주)도 그 중 하나이다.
보스턴, 포틀랜드, 솔트레이크시티, 하트퍼드, 탬파, 새크라멘토, 댈러스, 샌안토니오, 피닉스, 애틀랜타, 시애틀, 필라델피아, 디트로이트, 워싱턴 D.C., 볼티모어, 시카고, 라스베이거스, 루이빌, 롤리, 덴버, 잭슨빌, 오마하, 그리고 캔자스시티에서도 연대 시위가 열렸다.
6월 10일, 텍사스주 주지사 그렉 애벗은 다음 날 예정된 시위에 앞서 텍사스 육군 주방위군 병력을 샌안토니오와 주 전역의 다른 지역에 배치했다. 노 킹스 시위는 2025년 6월 14일에 열릴 예정이다.

### 언론인에 대한 국가 폭력
AP 통신은 6월 10일까지 20명 이상의 언론인이 법 집행 기관에게 체포되거나 "폭행"당했으며, 이는 언론 자유 단체가 이들이 의도적으로 표적이 되었는지 의문을 제기하게 만들었다고 보도했다. 국경 없는 기자회는 언론인에 대한 35건의 공격을 보고했으며, 이 중 30건은 법 집행 기관에 의한 것이었다. 언론인 보호 위원회, 수정헌법 제1조 연합 및 언론자유재단은 국토안보부 장관 크리스티 놈에게 보낸 서한에서 "연방 요원이 뉴스를 보도하는 일 외에는 아무것도 하지 않은 언론인을 의도적으로 표적으로 삼은 것으로 보인다"는 우려를 표명했다. 로스앤젤레스 언론 클럽 비서관은 언론인의 자료와 가방을 수색하는 것부터 최루탄과 고무 총알을 발사하는 것까지 경찰의 조치에 영향을 받은 언론인, 사진작가, 기타 미디어 전문가의 30건 이상의 사건을 조직이 기록했다고 보고했으며, 시위 중 기자의 부상이 20건 발생했으며 이 중 최소 5명은 치료가 필요했다고 밝혔다.

#### 호주
6월 8일, 호주 나인 뉴스 기자 로렌 토마시는 다운타운 로스앤젤레스의 메트로폴리탄 구치소 밖에서 시위를 취재하던 중 고무탄에 다리를 맞았다. 당시 경찰은 시위대를 해산시키기 시작했다. 앤서니 앨버니지 호주 총리는 총격 사건을 "표적 공격"이라고 부르며 트럼프 행정부에 이 문제를 제기했다고 밝혔다. 오스트레일리아 외교통상부는 "모든 언론인은 안전하게 업무를 수행할 수 있어야 한다"는 성명을 발표했다. 앨버니지는 또한 기자가 총에 맞는 장면을 "끔찍하다"고 묘사하며 이 사건에 대해 트럼프 행정부에 문제를 제기할 의향이 있다고 밝혔다. 앨버니지와 맷 캐너번 상원의원은 모두 토마시의 총격이 표적 공격으로 보인다고 말했으며, 캐너번은 자신이 영상의 일부만 보았고 "섣불리 결론을 내리고 싶지 않다"고 덧붙였다.
같은 날, ABC (오스트레일리아) 촬영팀이 시위를 취재하던 중 최루탄에 맞았다. 6월 10일, 같은 촬영팀이 후추탄에 맞았다. 같은 날, 채널 나인의 카메라맨이 총에 맞았다.

#### 영국
6월 7일, 영국 언론인이자 사진가 닉 스턴은 비살상 3 인치 (75 mm) 발사체에 맞았다. 그는 열린 상처를 입었고 6월 8일 응급 수술을 받았으며 부상으로 물리치료가 필요하다고 진단내렸다. 6월 9일, ITV 프로그램 굿 모닝 브리튼의 진행자가 방송 중 고무탄에 맞았다.

#### 미국
6월 7일, 세계 사회주의 웹사이트 기자는 시위를 취재하던 중 부상을 입었는데, 한 기자는 미국 이민 담당관이 쏜 고무 총알에 등에 맞았다고 한다. 같은 날, 서던 캘리포니아 뉴스 그룹의 기자는 경찰관이 쏜 페퍼 볼 탄환에 맞았다고 보고했다.
6월 8일, 뉴욕 타임스의 기자는 총에 맞았지만 심각한 부상을 입지 않았다.
6월 9일, 뉴욕 포스트의 뉴스 사진기자 토비 캔햄은 시위와 대응을 기록하기 위해 고속도로 아래에 주둔한 캘리포니아 고속도로 순찰대 경찰관을 촬영하고 있었다. 촬영 중 한 캘리포니아 고속도로 순찰대 경찰관이 무기를 모여 있던 기자에게 돌려 총을 쏴서 촬영하던 기자의 이마에 고무 총알을 맞혔다.
6월 10일, 로스앤젤레스 데일리 뉴스의 범죄 기자 라이앤 메나와 영상 촬영자 숀 벡너-카르미첼은 비살상 탄환에 맞았다.

#### 중국
6월 8일, 신화통신사 기자는 다운타운 로스앤젤레스에서 시위를 취재하던 중 최루탄에 두 번 맞았고, 한 사진기자는 고무 총알에 왼쪽 다리를 맞아 멍이 들고 부어올랐다.

## 분석
로이터는 이 시위가 1월 트럼프 취임 이후 가장 강력한 국내적 반발 상황이며, 이민, 시위, 국내 문제에서의 연방군 사용, 대통령 권한의 경계, 언론 및 집회 자유에 대한 국가적 논쟁의 초점이 되었다고 보도했다. 또한 이민세관단속국 요원이 마스크와 발라클라바를 사용한 것이 책임감 부족과 위협 전술에 대한 우려를 불러일으켰다고 보고했다. 일부 폭력 사태가 발생했지만, 대부분의 시위는 평화로웠다. 트럼프가 주지사의 협력 없이 주방위군을 연방군으로 전환한 것은 1965년 셀마 몽고메리 행진 이래로 처음 있는 일이었다.
트럼프 행정부는 시위대와 연방군 간의 가장 폭력적인 충돌을 강조하기 위해 소셜 미디어를 광범위하게 사용했지만, 많은 시위는 평화로웠다. 멕시코 국기는 시위대의 상징으로 사용되었고, 행정부는 이를 "외국 침략"의 증거로 묘사했다. 허위 이미지, 잘못된 정보, 음모론이 시위 중에 소셜 미디어에 빠르게 퍼졌는데, 대부분은 도시 전체가 폭력에 휩싸였다고 거짓으로 주장하고 이민자, 민주당원, 트럼프에 대한 분노를 표출했다.
뉴욕 타임스는 행정부가 "자신의 정치적 의제의 핵심인 문제에 대해 극좌 성향의 주에서 최고 정치 라이벌과의 대결"을 추구한다고 묘사했으며, 로이터는 이를 통해 트럼프가 "강경한 이민 정책을 내세우고 캘리포니아주가 그의 개입 없이는 폭력을 막을 수 없다고 주장할 수 있었다"고 보도했다. 뉴욕 타임스는 민주당원이 시위에 대해 신중한 접근 방식을 취하고 있으며, 공화당이 "자유주의적인 법학자를 무법을 용인하는 사람으로 비난하는" "능숙한" 능력을 인정하고, 시위자에게 트럼프의 의도에 놀아나지 말라고 경고한다고 보도했다. 악시오스는 트럼프가 시위를 이용해 공화당이 하나의 아름다운 법안법을 지지하도록 압력을 가하고, 이 법안과 최근의 일론 머스크-도널드 트럼프 불화에 대한 보도에서 주의를 돌리려 한다고 묘사했다. 또한, 이는 그의 정치적 기반에 "레드 미트"를 제공하고 있으며, 유명한 MAGA 운동가는 그의 정책에 반대하는 민주당원과 합법적 거주자를 체포하기 위해 더 많은 군사 배치를 요구하고 있다고 묘사했다.

### 다른 사건과의 비교

#### 1992년 로스앤젤레스 폭동
학자는 이 시위가 1992년 로스앤젤레스 폭동과는 매우 다르며 "비교할 가치가 거의 없다"고 설명했다. 많은 이은 현재 시위가 대체로 평화롭고, 주민을 겨냥하지 않았으며, 주택이나 사업체에 비교적 적은 피해를 주었고, 광범위하게 퍼지지 않고 다운타운 로스앤젤레스의 5블록 구역에 국한되었다고 지적했다.
6월 10일, 로스앤젤레스 한인회는 도널드 트럼프 주니어가 "루프탑 코리안스를 다시 위대하게!"라고 쓴 트윗과 함께 옥상에 있는 한 남자의 사진을 올린 것을 규탄했다. 이는 1992년 로스앤젤레스 폭동 당시 한인이 자신의 상점을 공격한 약탈자에게 총을 쏜 것을 언급하는 것이며, 이러한 사건이 미국 이민세관단속국 단속이 적법절차를 결여했다는 것 외의 다른 목적으로 정치적으로 악용되어서는 안 된다고 주장했다.
트럼프 주니어가 트윗한 사진을 찍은 사진기자 강형원은 그의 사진이 맥락에서 벗어나 사용되었다고 말했으며, 트럼프 주니어가 자신의 계정에서 사진을 삭제해 달라는 요청에 응답하지 않아 법적 조치를 취하기 위해 변호사와 연락했다고 밝혔다.

#### 2021년 미국 국회의사당 습격
팜 본디 법무장관은 기자에게 트럼프의 2021년 미국 국회의사당 습격 피고인 사면이 로스앤젤레스의 폭력과 시위에 대한 트럼프 행정부의 더 강력한 대응과 이중 잣대를 만든다는 생각을 일축했다. 뉴섬 주지사는 트럼프가 대응에서 일관성이 없으며 자신에게 이익이 되는 한에 있어서만 무법과 폭력에 반대한다고 답변했다.

### 군사 사용

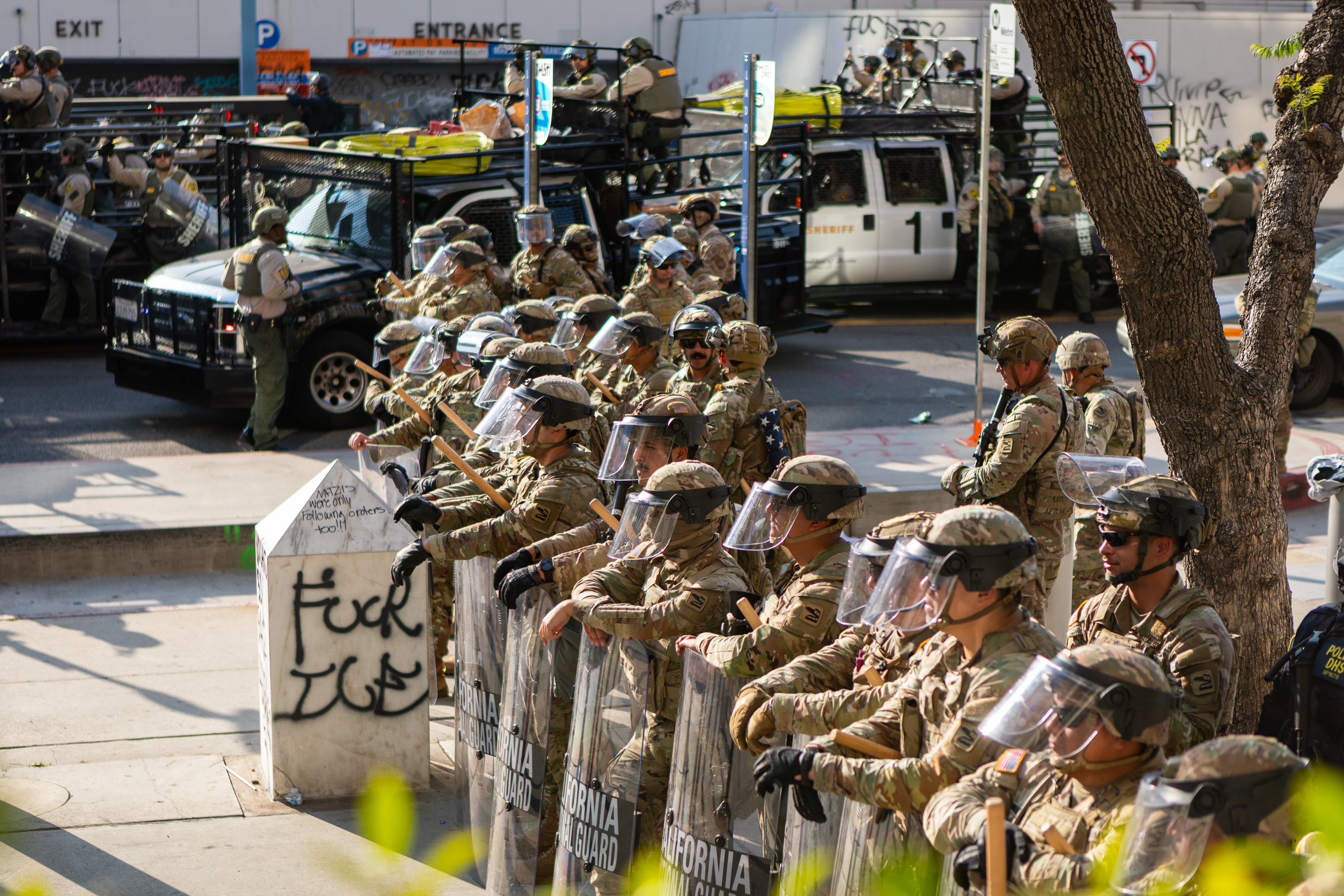
캘리포니아 주방위군 병사가 6월 12일 로스앤젤레스에서 주둔하고 있다.

뉴욕 타임스는 캘리포니아 주방위군을 연방화하고 배치한 것이 트럼프가 "대통령 권한의 경계를 허물고 정치적 이득을 위해 상황을 악화시킨다"며 시위 사태를 "국가에 대한 실존적 위협"으로 묘사한다고 설명했으며, 트럼프가 로스앤젤레스를 "이민자 침략"으로부터 "해방시켜야 한다"고 말하며 국가가 포위당했다는 수사를 사용했다고 덧붙였다. 다른 군사적 표현으로는 시위대를 "반란군" 및 "폭력적인 반란 폭도"라고 부르고, 이들이 미국 주권을 위협했으며, 로스앤젤레스가 "불타는 것을 막아야 한다"고 말하고, "미국 도시가 외국 적에게 침략당하고 정복되는 것을 허용하지 않을 것"이라고 언급했다. 통신 전문가는 이 언어를 군사적, 과장적, 선동적이며 반대 의견을 억제하기 위해 고안된 것으로 묘사했다.
디 이코노미스트는 이 대응이 명목상으로만 평화 회복을 외치고 있으며, 실제 목표는 "대립을 조성"하고 행정부의 이익을 위해 "시위, 폭력, 억압의 순환고리"를 부추기는 것이라고 보도했다. 폴리티코는 트럼프의 대응이 조지 플로이드 시위 당시 군대 배치를 반대했던 조언을 피하고, 2024년 대선 승리의 동력이 된 유권자의 통치 위임에 대한 믿음을 따르며, 다른 도시 및 주 지도자에게 경고 메시지를 보내려는 동기에서 비롯되었다고 설명했다.
6월 9일, 트럼프는 상황이 "매우 잘 통제되고 있다"고 말한 후 로스앤젤레스에 주방위군 병력 2,000명과 해병대원 700명을 추가로 투입하라고 명령했다. 미국 북부사령부는 이 병력이 로스앤젤레스 병력의 군사 지정인 "태스크 포스 51" 아래에서 작전할 것이라고 밝혔다. 트럼프 행정부는 이라크나 시리아에서 복무하는 것보다 더 많은 병력이 LA에 배치되었으며, 더 많은 도시에 더 많은 병력이 배치될 수 있다고 주장했다. 가디언은 수십 명의 캘리포니아 군인이 배치된 것에 대해 "몹시 불행해" 했으며 "참여하고 싶지 않은 정치적 전투의 졸병"처럼 느꼈다고 보도했다.
6월 11일, 로버트 루나 로스앤젤레스군 보안관은 로스앤젤레스군 보안관실과 배치된 군 병력 간의 통신이 "제한적"이었으며, 로스앤젤레스 시장 카렌 베이스는 군과 시장실 간에는 아무런 통신도 없었다고 밝혔다.

#### 주방위군 및 군사 배치의 적법성
뉴욕 타임스는 트럼프의 주방위군 배치에 대한 법적 근거가 그가 인용한 법령에서 허용되지 않으며, 그가 오히려 행정 권한을 강화하기 위해 의심스러운 비상사태를 선포하는 것처럼 보인다고 여러 법학자가 설명했다고 보도했다. 폴리티코는 트럼프의 법적 근거가 "희귀하고 극적인 조치에 대한 허술하고 심지어 날조된 근거"이며, 불안정 증가의 순환을 부추길 수 있다고 설명했다.
분석가는 트럼프가 로스앤젤레스에 현역 해병대원을 배치한 권한이 불분명하다고 언급했으며, AP 통신은 펜타곤이 표준 서비스 무기로 무장한 해병대원의 교전규칙을 "필사적으로" 만들고 있다고 보도했다. 법학 교수 스티브 블라데크는 국방부 장관 피트 헤그세스가 대응 중에 취한 조치의 합법성에 의문을 제기했다. 블라데크는 헤그세스의 조치가 연방 재산과 인력을 보호하기 위해 트럼프 대통령이 발표한 제한적인 승인을 초과한다고 보았다.
밀리터리 타임스는 군대 배치가 전문가와 전직 국방부 관리가 상당한 법적, 정치적 우려를 제기한다고 보도했으며, 이들은 연방 재산을 보호하기 위한 공식 명령이 군대를 "어색하고 잠재적으로 위험한 임무"에 배치하여 "법 집행을 수행하는 것처럼 보이게" 하고 당파적 정치에 끌어들일 위험이 있다고 지적했다. 또한 시위가 "발생할 가능성이 있는" 도시에 군대를 배치하라는 트럼프의 행정 명령이 광범위하여 다른 도시에서도 병력이 작전할 수 있다고 설명했다. 전직 소장 폴 이튼은 이 배치를 군대의 정치화와 1807년 반란법 사용의 전조가 될 수 있는 예시로 설명했다.

#### 뉴섬 대 트럼프
캘리포니아 주지사 개빈 뉴섬은 6월 9일 이른 아침에 트럼프 행정부가 자신의 사무실과 협의 없이 주방위군을 배치한 것에 대해 소송을 제기할 의향이 있다고 발표하며 이를 "불법적이고 부도덕하다"고 불렀다. 캘리포니아 법무장관 롭 본타는 같은 날 북부 지방법원에 소송을 제기했으며, 이 사건은 전 대법관 스티븐 브라이어의 형제인 찰스 브라이어 판사에게 배정되었다. 다음 날, 본타는 임시 제한 명령에 대한 긴급 요청을 제출하며, 주방위군의 연방화가 주의 주권을 침해하고 주 자원을 소모할 뿐만 아니라 "긴장을 고조시키고 시민 불안을 진정시키기보다는 조장한다"고 주장했다. 브라이어는 본타의 긴급 판결 요청을 거부하고 트럼프 행정부의 주지사 제출 서류에 대한 답변 시간을 늘려달라는 요청을 승인했다. 행정부는 6월 11일 반대 의견을 제출하며, 소송을 "저급한 정치적 쇼"라고 부르고 트럼프의 결정이 법원의 재량권에 속하지 않는다고 주장했다. 6월 12일, 브라이어는 캘리포니아의 임시 제한 명령 요청을 승인하며 연방군 배치를 금지하고 추가 청문회가 있을 때까지 주방위군 통제권을 뉴섬에게 돌려주었다. 그는 트럼프가 주방위군을 배치할 법적 권한이 없으며 수정 헌법 제10조를 위반했다고 밝혔다. 그러나 같은 날 브라이어의 판결이 발효되기 전에 제9항소법원이 이를 일시 중지하고 6월 17일 청문회를 열었다.

#### 병영 및 보급
언론 보도에 따르면 군인들은 로스앤젤레스에 배치될 때 충분한 텐트, 이동식 화장실, 쓰레기통을 받지 못했으며, 6월 9일 현재 군인들이 어디에서 잠을 잘지 알 수 없었다고 한다. 고위 군 지휘관들은 6월 12일까지 군인들이 바닥이나 야외에서 잠을 잘 것이며, 그 시점에 연방 관계자들이 더 영구적인 숙박 시설을 계획할지 결정할 것이라고 말했다. 6월 11일, 군인들은 실 비치 해군 병기창에서 야전침대 위 야외에서 잠을 자고 있었다.

## 반응

### 캘리포니아

#### 지역
카렌 베이스 로스앤젤레스 시장은 단속을 비판하며, "여러 면에서 우리 도시에 기여하는 자랑스러운 이민자 도시의 시장으로서, 저는 일어난 일에 깊이 분노합니다. 이러한 전술은 우리 공동체에 공포를 심고 우리 도시의 기본적인 안전 원칙을 훼손합니다"라고 말했고, 나중에 "우리는 이것을 용납하지 않을 것입니다"라고 덧붙였다. 6월 7일, 그녀는 "모든 사람은 평화롭게 시위할 권리가 있습니다. 하지만 [...] 폭력과 파괴는 용납할 수 없으며, 책임자는 책임을 질 것입니다"라고 선언했다. 베이스는 또한 로스앤젤레스가 연방 정부의 주도로 "실험 사례"로 사용되었다고 언급했다. 6월 11일, 베이스 시장은 주변 지방 자치 단체의 30명 이상의 선출직 공무원들과 함께 기자회견을 열었다.
로스앤젤레스군 보안관국은 단속 개입을 부인했다. 로스앤젤레스 경찰국은 민간 이민 단속에 관여했음을 부인했다.
로스앤젤레스 FC 팬들은 6월 8일 스포팅 캔자스시티와의 경기에서 BMO 스타디움에서 이민세관단속국 단속을 비판하는 티포를 들고 90분간 침묵 시위를 벌였다. 로스앤젤레스 갤럭시 팬들은 6월 28일 산호세 어스퀘이크스와의 페이팔 파크 원정 경기에 가지 않을 것이며, 6월 14일 세인트루이스 시티 SC와 25일 콜로라도 래피즈와의 경기 관람 모임을 취소한다고 밝혔다.
로스앤젤레스군 광역 대중교통국은 6월 13, 14, 15일 로스앤젤레스 다저스와 샌프란시스코 자이언츠 간의 경기에서 유니언 역에서 다저 스타디움 익스프레스를 계속 운행할 것이며, 귀가하는 팬들은 통행금지령의 적용을 받지 않을 것이라고 밝혔다.
내셔널 하키 리그는 6월 27일과 28일에 L.A. 라이브의 피콕 극장에서 열릴 예정인 2025 NHL 엔트리 드래프트를 앞두고 상황을 주시하고 있다고 밝혔다.
북중미카리브 축구 연맹은 또한 소파이 스타디움과 디그니티 헬스 스포츠 파크에서 경기가 열릴 예정인 2025 북중미카리브 골드컵을 앞두고 상황을 주시하고 있다고 밝혔다. 로즈볼에서 열릴 예정인 2025 FIFA 클럽 월드컵 경기에 대한 우려도 제기되었다.

#### 주
캘리포니아 주지사 개빈 뉴섬은 데이비드 우에르타의 구금을 비난했다. 하원 의원 지미 고메즈, 루즈 리바스, 노르마 토레스, 루 코레아는 구금자가 수감된 구금 시설을 방문했다. 고메즈는 그들이 "정해진 시간에 음식과 물을 이용할 수 없었고" "약도 이용할 수 없었다"고 주장했다.
텔레비전 연설에서 뉴섬은 나중에 도널드 트럼프의 캘리포니아 주방위군 동원 결정에 대해 비판하며, "의도적으로 선동적"이며 "긴장을 고조시킬 뿐"이라고 말했다. 그러나 그는 시위대에게 "절대 폭력을 사용하지 말고" "평화롭게 목소리를 내라"고 촉구했다. 트럼프가 추가로 2,000명의 주방위군을 로스앤젤레스에 파견하는 것을 승인하자, 뉴섬은 이 조치를 "무모하고", "우리 군대에 대한 무례함"이라고 묘사했다. 뉴욕 타임스에 따르면, 캘리포니아 민주당원은 트럼프가 주방위군을 연방화할 가능성에 대해 은밀히 우려를 표명했지만, 법적 선택권이 제한적이라는 것을 인정했다. 파이낸셜 타임스는 주방위군 배치 명령이 "트럼프 행정부와 캘리포니아 간의 긴장을 고조시킬 것"이라고 보도했다. 캘리포니아는 주지사를 우회하여 주방위군을 연방화한 결정에 대해 트럼프 행정부를 고소했다.
애덤 시프 상원의원과 알렉스 파디야 상원의원은 로스앤젤레스에 주방위군을 동원한 것을 비난했다. 파디야는 이 동원을 "전적으로 부적절하고 잘못된 임무"라고 불렀으며, 시프는 이를 "전례 없는 일"이라고 묘사하며, "이 조치는 긴장을 고조시키고 혼란을 야기하며 상황을 악화시키기 위해 고안되었다"고 말했다.
6월 10일 오후 6시 30분 태평양 일광 절약 시간제에 뉴섬은 트럼프가 로스앤젤레스에 주방위군과 해병대를 보낸 것과 민주주의에 대한 공격을 비난하는 주요 프라임타임 연설을 캘리포니아 주민과 국가에 전했다.

### 기타 미 국내 반응

#### 트럼프 행정부

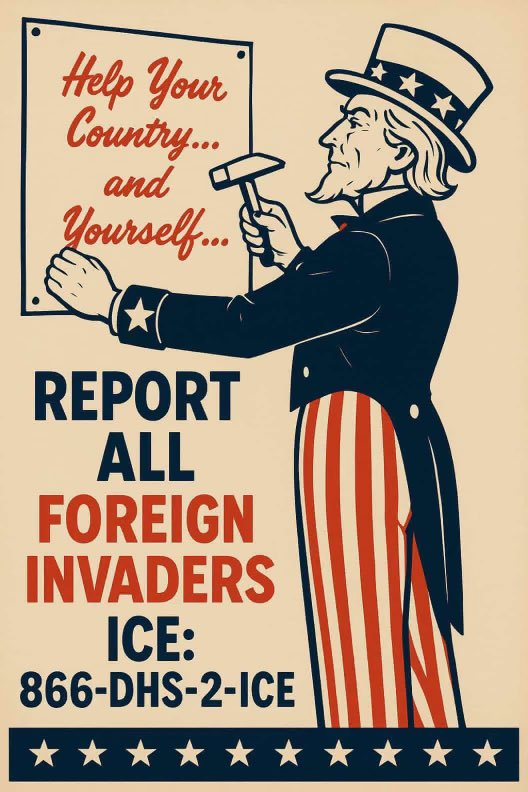
2025년 6월 11일 X에 국토안보부가 게시한 반이민 제2차 세계 대전 양식의 선전 포스터로, 로스앤젤레스 시위 중 "외국 침략자"를 이민세관단속국에 신고하라고 독자들에게 알리고 있다.

트럼프 행정부는 민주당에게 시위를 비난할 것을 촉구했고, "좌파"가 시위를 선동했다고 비난했다. 국토안보부는 카렌 베이스와 개빈 뉴섬이 폭력을 조장했다고 비난했다. 도널드 트럼프 대통령은 나중에 주방위군을 칭찬했다. 포트 리버티에서 미국 육군 창설 250주년을 기념하는 연설에서 트럼프는 시위대를 "짐승"이자 "외국 적"이라고 묘사하며 "로스앤젤레스를 해방시켜 다시 자유롭고 깨끗하며 안전하게 만들 것"이라고 밝혔다. 트럼프는 경찰에게 침을 뱉는 시위대는 "얻어맞을 것이며", "이러한 무례함은 용납되지 않을 것"이라고 소셜 미디어에 올렸다. JD 밴스 미국 부통령은 시위대를 "반란군"이라고 부르고, "극좌 폭도"라고 부르며 시위를 비난했으며, "결정적인 리더십"을 요구했다. 그는 나중에 뉴섬을 겨냥하여 "당신의 일을 해라"라고 촉구했다. 마이크 존슨 하원의장은 뉴섬이 "콜타르와 깃털"로 칠해져야 한다고 말했다.
크리스티 놈 국토안보부 장관은 시위대가 기소될 것이라고 경고했다. 연방수사국(FBI) 국장 카슈 파텔은 베이스의 X 게시물에 "우리는 그럴 것이다"라고 답하며 "이것을 용납하지 않을 것"이라고 맹세했다. 이민세관단속국 국장 대행 토드 라이언스는 로스앤젤레스 경찰국이 2시간 이상 시위에 대응하지 않았다고 비판했다. 댄 본지노 연방수사국 부국장은 연방수사국이 시위를 조사할 것이라고 밝혔다. 스티븐 밀러 백악관 정책 담당 부참모장이자 대통령 안보 보좌관은 X에 "침략자를 추방하거나, 봉기에 항복하라"고 올렸다. 밀러는 시위가 계속되면 미국이 존재하지 않게 될 것이라고 덧붙였다. 전직 소장 폴 이튼은 트럼프의 로스앤젤레스 주방위군 병력 배치에 대해 비판하며, 이들이 정치화되었다고 언급했다.
6월 5일, 중소기업청 청장 켈리 레플러는 X에 로스앤젤레스 지역 사무소를 이전한다고 발표하며, 이 도시가 "ICE 노력에 협력하기를 노골적으로 거부한다"고 밝혔다. 이틀 전, 하원은 중소기업청이 로스앤젤레스를 포함한 피난처 도시의 모든 사무소를 이전하도록 요구하는 법안을 통과시켰다.

#### 정치인
버몬트주 상원의원 버니 샌더스는 트럼프 행정부가 미국을 "급격하게" "권위주의" 영역으로 몰아넣고 있다고 비난했다. 로드아일랜드주 상원의원 잭 리드는 트럼프가 로스앤젤레스에 해병대원 700명을 파견하기로 결정한 것을 "군대를 정치적 무기로 사용하는" 시도라고 비판했다. 델라웨어주 상원의원 크리스 쿤스도 미 해병대 배치를 비판하며, "태평양을 위해 훈련된 미 해병대를 로스앤젤레스 거리로 동원하는 것은 불행한 일이다"라고 밝혔다. 쿤스와 코네티컷주 상원의원 크리스 머피는 모두 트럼프 행정부가 이 시위를 하나의 아름다운 법안법과 같은 다른 문제로부터 주의를 돌리기 위한 수단으로 사용하고 있다고 비난했다.
뉴욕주 하원의원 댄 골드먼, 미시시피주 하원의원 베니 톰슨, 그리고 2021년 1월 6일 미국 국회의사당 습격 당시 현장에 있었던 전직 미국 국회의사당 경찰관 해리 던은 트럼프 행정부가 위선을 보인다고 비난하며, 트럼프의 국회의사당 습격과 로스앤젤레스 시위에 대한 대응 간의 불일치를 지적했다. 골드먼은 "도널드 트럼프는 경찰을 구타하고 반란을 일으킨 1,500명을 사면하고, 법원 명령을 무시하며, 자신의 정치적 반대자들에 대한 기소를 무기화했지만, 이제는 비폭력적이고 비범죄적인 이민자들을 적법 절차 없이 추방하려는 자신의 노력에 대해 미국인들이 시위할 때 '법과 질서'를 중요하게 생각하는 척한다"고 말했다.
반대로, 민주당 존 페터먼 상원의원은 시위 내 폭력을 비난하지 않는 민주당을 비판하며, "우리 당이 차량에 불을 지르고 건물을 파괴하며 법 집행관을 폭행하는 것을 비난하지 않는다면 도덕적 우위를 잃는다"고 썼다. 켄터키주 상원의원 랜드 폴은 민주당의 시위 대응을 "끔찍하다"고 비판하며, "도시가 불타고 있고, 외국 국기를 든 사람들이 로스앤젤레스에서 멕시코 국기를 들고 행진하며 연방법에 저항하고 연방법을 방해하고 있다. 주지사와 시장 모두 민주당원인데도 연방법을 방해하고 지지하지 않겠다고 말하고 있다"고 밝혔다. 아칸소주 상원의원 톰 코튼은 월스트리트 저널 사설에서 "폭동을 종식시키기 위한 압도적인 무력 시위"를 촉구했다. 코튼과 플로리다주 상원의원 릭 스콧은 모두 시위의 책임을 민주당에 돌렸다.

#### 기업, 단체, 여론조사
6월 8일 시위대가 웨이모 자율주행차 택시 5대를 훼손하고 불태우자, 회사는 로스앤젤레스 다운타운에서 운영을 중단하고 샌프란시스코에서 택시 운영을 제한했다.
풍자 뉴스 웹사이트 디 어니언은 시위에 대한 지역 및 연방 정부의 반응을 풍자하는 기사를 게재했다. 6월 9일 트럼프가 뉴섬 주지사의 체포를 옹호한 후, 디 어니언은 이슬람 국가 참수 사건을 풍자하며 "이민세관단속국, 개빈 뉴섬 참수 영상 공개"라는 제목의 기사를 게재했다. 또 다른 기사 "시위대, 트럼프 행정부가 이미 하고 있는 일에 구실을 주지 말라고 촉구"는 베이스 시장의 6월 11일 연설에 뒤이어 나왔다.
미국 성인 4,200명을 대상으로 한 유고브 여론조사에 따르면 36%가 시위를 지지하고, 45%가 반대하며, 19%는 잘 모르겠다고 응답했다. 같은 여론조사에서 트럼프의 미 해병대 배치에 대해 47%가 반대했으며, 34%가 지지했다.

### 국제적 반응
중국, 필리핀, 인도네시아, 일본, 영국의 정부 또는 영사관은 시위에 대응하여 로스앤젤레스에 있는 자국민들에게 주의보를 발령했다. 홍콩 정부도 미국으로 여행하는 자국민들에게 시위가 계속되는 가운데 안전 예방 조치를 취할 것을 경고했다.

#### 멕시코
멕시코 상원 의장 헤라르도 페르난데스 노로냐는 시위에 대해 언급하면서 멕시코-미국 전쟁 후 과달루페 이달고 조약에 따라 1848년 미국이 점령한 멕시코 할양지를 강조하는 1830년 멕시코 지도을 보여주며, 스페인어가 로스앤젤레스에서 가장 많이 사용되는 언어이며 트럼프의 국경 장벽을 옛 국경 주변에 건설하는 것에 동의할 것이라고 밝혔다.

#### 이란
이란 정부는 이란 이슬람 공화국군과 연관된 계정에서 멕시코 국기를 든 시위대 이미지를 "멕시코를 다시 위대하게 만들자!"라는 캡션과 함께 게시하며 트럼프 행정부를 조롱했다. 테헤란 타임스는 트럼프의 슬로건 "Make America Great Again"을 패러디하여 "미국을 다시 짓밟자"라는 제목의 기사를 실었다.

## 같이 보기
- 1992년 로스앤젤레스 폭동
- 2007년 맥아더 공원 집회
- ICE 폐지 운동
- 미국의 시민 불안 사건 목록
- 와츠 폭동
- 주트 수트 폭동